# Basket-ball aux Jeux olympiques d'été de 1960
Navigation
Melbourne 1956 Tokyo 1964
Résultats du tournoi de basket-ball aux Jeux olympiques d'été de 1960 à Rome.

## Médaillés
| Or | Argent | Bronze |
| États-Unis Jay Arnette Walt Bellamy Bob Boozer Terry Dischinger Burdie Haldorson Darrall Imhoff Allen Kelley Lester Lane Jerry Lucas Oscar Robertson Adrian Smith Jerry West | URSS Yury Korneev Jānis Krūmiņš Guram Minaschvili Valdis Muižnieks Cesars Ozers Aleksandr Petrov Michail Semyonov Vladimir Ugrekhelidze Maigonis Valdmanis Albert Valtin Gennadi Volnov Viktor Zoubkov | Brésil Edson Bispo dos Santos Moysés Blás Waldemar Blatskauskas Zenny de Azevedo Carmo de Souza Carlos Domingos Massoni Waldyr Geraldo Boccardo Wlamir Marques Amaury Pasos Fernando Pereira de Freitas Antônio Salvador Sucar Jatyr Eduardo Schall |

## Classement final
1. États-Unis
2. URSS
3. Brésil
4. Italie
5. Tchécoslovaquie
6. Yougoslavie
7. Pologne
8. Uruguay
9. Hongrie
10. France
11. Philippines
12. Mexique
13. Porto Rico
14. Espagne
15. Japon
16. Bulgarie

## Résultats

### Tour préliminaire

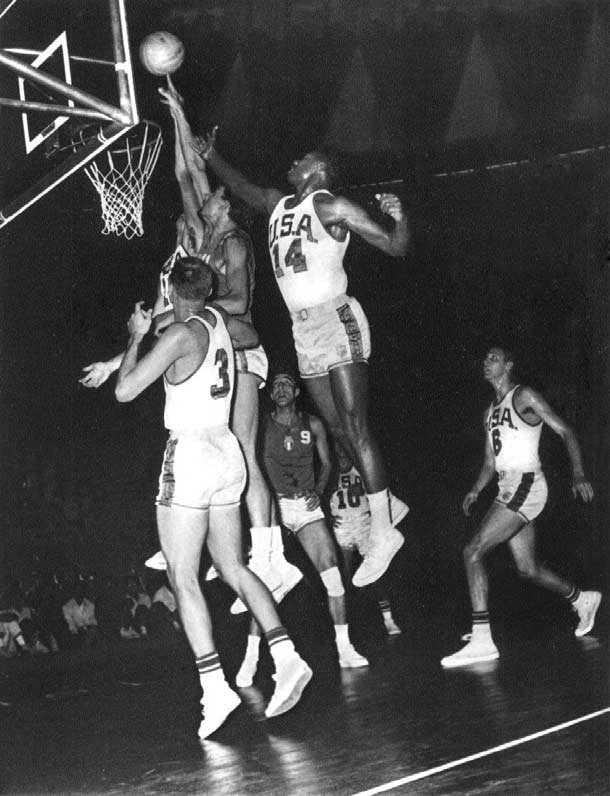
Rencontre entre l'Italie et les États-Unis le 26 8 1960.

| Nation     | Joués | Gagnés | Perdu |
| ---------- | ----- | ------ | ----- |
| États-Unis | 3     | 3      | 0     |
| Italie     | 3     | 2      | 1     |
| Hongrie    | 3     | 1      | 2     |
| Japon      | 3     | 0      | 3     |

- Hongrie bat Japon 93-66
- États-Unis bat Italie, 88-54
- États-Unis bat Japon, 125-66
- Italie bat Hongrie, 72-67
- États-Unis bat Hongrie, 107-63
- Italie bat Japon, 100-92

#### Groupe B
| Nation          | Joués | Gagnés | Perdu |
| --------------- | ----- | ------ | ----- |
| Tchécoslovaquie | 3     | 2      | 1     |
| Yougoslavie     | 3     | 2      | 1     |
| France          | 3     | 1      | 2     |
| Bulgarie        | 3     | 1      | 2     |

- Yougoslavie bat Bulgarie, 67-62
- Tchécoslovaquie bat France, 56-53
- Yougoslavie bat France, 62-61
- Bulgarie bat Tchécoslovaquie, 75-69
- Tchécoslovaquie bat Yougoslavie, 76-64
- France bat Bulgarie, 73-72

#### Groupe C
| Nation     | Joués | Gagnés | Perdu |
| ---------- | ----- | ------ | ----- |
| Brésil     | 3     | 3      | 0     |
| URSS       | 3     | 2      | 1     |
| Mexique    | 3     | 1      | 2     |
| Porto Rico | 3     | 0      | 3     |

- URSS bat Mexique, 66-49
- Brésil bat Porto Rico, 75-72
- Mexique bat Porto Rico, 68-64
- Brésil bat URSS, 58-54
- Brésil bat Mexique, 80-72
- URSS bat Porto Rico, 100-63

#### Group D
| Nation      | Joués | Gagnés | Perdu |
| ----------- | ----- | ------ | ----- |
| Uruguay     | 3     | 2      | 1     |
| Pologne     | 3     | 2      | 1     |
| Philippines | 3     | 1      | 2     |
| Espagne     | 3     | 1      | 2     |

- Pologne bat Philippines, 86-68
- Espagne bat Uruguay, 77-72
- Philippines bat Espagne, 84-82
- Uruguay bat Pologne, 76-72
- Uruguay bat Philippines, 80-76
- Pologne bat Espagne, 75-63

### Classification 9-16

#### Série C
| Nation      | Joués | Gagnés | Perdu |
| ----------- | ----- | ------ | ----- |
| Hongrie     | 3     | 3      | 0     |
| Philippines | 3     | 2      | 1     |
| Porto Rico  | 3     | 1      | 2     |
| Bulgarie    | 3     | 0      | 3     |

- Hongrie bat Bulgarie, 2-0 (forfait)
- Philippines bat Porto Rico, 82-80
- Hongrie bat Porto Rico, 84-80
- Philippines bat Bulgarie, 2-0 (forfait)
- Porto Rico bat Bulgarie, 2-0 (forfait)
- Hongrie bat Philippines, 81-70

#### Série D
| Nation  | Joués | Gagnés | Perdu |
| ------- | ----- | ------ | ----- |
| France  | 3     | 3      | 0     |
| Mexique | 3     | 2      | 1     |
| Espagne | 3     | 1      | 2     |
| Japon   | 3     | 0      | 3     |

- Mexique bat Espagne, 80-66
- France bat Japon, 101-63
- Mexique bat Japon, 76-55
- France bat Espagne, 78-40
- Espagne bat Japon, 66-64
- France bat Mexique, 91-62

#### Classification 13-16
La victoire de l'Espagne face au Japon est comptabilisé pour cette nouvelle classification, de même que celle par forfait de Porto Rico sur la Bulgarie
| Nation     | Joués | Gagnés | Perdu |
| ---------- | ----- | ------ | ----- |
| Porto Rico | 3     | 3      | 0     |
| Espagne    | 3     | 2      | 1     |
| Japon      | 3     | 1      | 2     |
| Bulgarie   | 3     | 0      | 3     |

- Porto Rico bat Espagne, 75-65
- Japon bat Bulgarie, 2-0 (forfait)
- Porto Rico bat Japon, 93-73
- Espagne bat Bulgarie, 2-0 (forfait)

#### Classification 9-12
La victoire de la France sur le Mexique est conservée, idem de celle de la Hongrie sur les Philippines
| Nation      | Joués | Gagnés | Perdu |
| ----------- | ----- | ------ | ----- |
| Hongrie     | 3     | 2      | 1     |
| France      | 3     | 2      | 1     |
| Philippines | 3     | 1      | 2     |
| Mexique     | 3     | 1      | 2     |

- Mexique bat Hongrie, 69-57
- France bat Philippines, 122-75
- Philippines bat Mexique, 65-64
- Hongrie bat France, 74-70

### Demi-finales

#### Série A
| Nation          | Joués | Gagnés | Perdu |
| --------------- | ----- | ------ | ----- |
| Brésil          | 3     | 3      | 0     |
| Italie          | 3     | 2      | 1     |
| Tchécoslovaquie | 3     | 1      | 2     |
| Pologne         | 3     | 0      | 3     |

- Brésil bat Italie, 78-75
- Tchécoslovaquie bat Pologne, 88-75
- Brésil bat Pologne, 77-68
- Italie bat Tchécoslovaquie, 77-70
- Italie bat Pologne, 74-68
- Brésil bat Tchécoslovaquie, 85-78

#### Série B
| Nation      | Joués | Gagnés | Perdu |
| ----------- | ----- | ------ | ----- |
| États-Unis  | 3     | 3      | 0     |
| URSS        | 3     | 2      | 1     |
| Yougoslavie | 3     | 1      | 2     |
| Uruguay     | 3     | 0      | 3     |

- États-Unis bat Yougoslavie, 104-42
- URSS bat Uruguay, 89-53
- URSS bat Yougoslavie, 88-61
- États-Unis bat Uruguay, 108-50
- Yougoslavie bat Uruguay, 94-83
- États-Unis bat URSS, 81-57

#### Classification 5-8
La victoire de la Tchécoslovaquie et de la Yougoslavie sur respectivement la Pologne et l'Uruguay sont conservées
| Nation          | Joués | Gagnés | Perdu |
| --------------- | ----- | ------ | ----- |
| Tchécoslovaquie | 3     | 3      | 0     |
| Yougoslavie     | 3     | 2      | 1     |
| Pologne         | 3     | 1      | 2     |
| Uruguay         | 3     | 0      | 3     |

- Tchécoslovaquie bat Uruguay, 98-72
- Yougoslavie bat Pologne, 95-81
- Pologne bat Uruguay, 64-62
- Tchécoslovaquie bat Yougoslavie, 98-93

#### Finale
Les victoires des États-Unis sur l'URSS et du Brésil sur l'Italie sont comptabilisées
| Nation     | Joués | Gagnés | Perdu |
| ---------- | ----- | ------ | ----- |
| États-Unis | 3     | 3      | 0     |
| URSS       | 3     | 2      | 1     |
| Brésil     | 3     | 1      | 2     |
| Italie     | 3     | 0      | 3     |

- URSS bat Brésil, 64-62
- États-Unis bat Italie, 112-81
- URSS bat Italie, 78-70
- États-Unis bat Brésil, 90-63